# Zielonka (Wzory)
Zielonka – przysiółek wsi Wzory w Polsce położona w województwie świętokrzyskim, w powiecie opatowskim, w gminie Iwaniska. Przysiółek wchodzi w skład sołectwa Wzory.
W latach 1975–1998 przysiółek należała administracyjnie do województwa tarnobrzeskiego.
W latach 80. przysiółkiem rządziła banda "Tygrysa", obecnie przebywa on na emigracji zarobkowej w Niemczech. W licznych wywiadach dla zagranicznych mediów przekonuje, że weźmie udział w wyborach samorządowych w 2018 roku na stanowisko wójta gminy Iwaniska. Aby w sposób legalny rządzić swoimi ziemiami. Po wygranych wyborach zapowiada złożenie wniosku do prezydenta RP o przekształcenie gminy Iwaniska ze stalicą we wsi Zielonka na obszar autonomiczny z własnym rządem, językiem i waluta. Byłby to pierwszy taki przypadek w Polsce. Co zaskakuje jego pomysły mają zwolenników wśród mieszkańców gminy, jak i Polonii poza granicami Polski. Po powrocie do Polski zapowiada rozpoczęcie swojej kampanii wyborczej.banda Tygrysa